# Придание смысла
Придание смысла в организационном поведении — интерпретация, то есть придание значения и его усвоение с целью связать новый сигнал с существующей структурой восприятия смысла или создание такой структуры. 
Карл Вейк рассматривал проблемы придания смысла в ряде работ.
По Вейку, люди стремятся придать смысл организациям, а организации стремятся придать смысл своему окружению. Немалую роль в этом процессе играют многозначность и неопределенность, которые в теории обработки информации Вейка обозначаются понятием «двойной смысл» (equivocality). «Придание смысла подчеркивает, что люди пытаются сделать события рационально объяснимыми для себя и других»
Вейк анализирует семь аспектов процесса придания смысла в организациях: идентичность, ретроспекцию, воплощение, социальный контакт, текущие события, подсказки и правдоподобие, которые затем разрабатывались и другими исследователями организаций.
1. Идентичность и идентификация имеют определяющее значение: то, как люди определяют, кем они являются в своем контексте, определяет, что они воплощают (см. Воплощение) и как они интерпретируют события. Каждая из идентичностей индивидуума создает собственный смысл, поэтому индивидуумы не действуют абсолютно последовательно [5].
2. Чтобы понять, что мы думаем, мы обращаемся к тому, что сказали ранее: «как я могу знать, что я думаю об этом, пока я не увижу результата своих действий?!» Ретроспекция дает возможность придания смысла, при этом точка во времени, в которой совершается ретроспекция, влияет на то, что именно люди замечают. Успех события является важным для его ретроспективного понимания. Любые помехи в момент ретроспекции также влияют на содержание смысла.
3. Люди воплощают ту среду, с которой сталкиваются в диалогах и нарративах. Когда люди говорят, они создают нарративы, которые помогают им понять, что они думают, организовать собственный опыт, контролировать и предсказывать события.
4. Придание смысла — это социальная деятельность, в которой сохраняются и распространяются правдоподобные истории. При этом аудитория включает самого говорящего, а нарративы являются развивающимся результатом разговоров с собой и другими.
5. Придание смысла — это текущий, продолжающийся процесс. Индивидуумы одновременно формируют среду и реагируют на неё. Когда люди проецируют себя на свою среду наблюдают последствия, то узнают что-то новое о своей идентичности и о точности своих представлений о мире. Этот процесс предполагает обратную связь, так что даже если индивидуумы выводят свою идентичность из поведения окружающих по отношению к ним, они также пытаются повлиять на поведение окружающих. «Основная идея придания смысла состоит в том, что реальность — это свершающееся событие, возникающее из наших усилий создать порядок и ретроспективно придать смысл тому, что происходит»[4]
6. Люди выуживают подсказки из контекста, которые могут помочь им решить, к какой информации стоит прислушаться и какие объяснения ситуации наиболее вероятны. Полученные подсказки являются токами соотнесения, связывающими идеи с широкими сетями значений, и представляют собой «простые, знакомые структуры, семена, из которых люди выращивают большее ощущение того, что, по видимости, происходит вокруг»[2].
7. Описывая события и контексты, люди предпочитают правдоподобие точности описания. «В двусмысленном (equivocal) постмодерном мире, пропитанном политикой интерпретации и конфликтующими интересами, населенном людьми с множеством изменяющихся идентичностей обоготворение точности не является ни плодотворным, ни особенно практичным»[2].

Все семь аспектов взаимодействуют и переплетаются по мере того, как индивиды интерпретируют события. Эти интерпретации проявляются в нарративах — письменных и устных, в которых передается полученный смысл событий (Currie & Brown 2003).
Основой в процессе придания смысла является «наличие хорошей истории», причем:
1. такая история является наиболее необходимой в неопределенном современном мире, пронизанном различными толкованиями и противоречивыми интересами[2];
2. комплексным объектам должны соответствовать комплексные модели, и хотя истории упрощают мир, они упрощают мир в меньшей степени, чем тот тип формальных моделей, которые почитается в качестве науки.

Активность процесса придания смысла возрастает в точках разрыва и нарушения непрерывности, в моменты резких воздействий и возникновения препятствий. Разбирая случай большого пожара в ущелье Мэнн (Mann Gulch) в 1948 г., Вейк проанализировал ситуацию нарушения процесса придания смысла и назвал ситуацию, в которой представления участников подвергаются сомнению настолько, что те начинают сомневаться в собственных силах, «космологическим эпизодом». По этому поводу Вейк пишет: «Люди, сражающиеся с лесными пожарами, должны одновременно продолжать задавать вопросы и действовать так, будто у них уже есть почти все ответы» .
Процесс придания смысла вызывается убеждениями (классическим случаем этого являются «самосбывающиеся пророчества» (self-fulfilling prophecy).
Образования, в которых существует непрерывная потребность в придании смысла, удовлетворению которой не могут помочь готовые шаблоны, стандартные процедуры или усвоенный организационный опыт, это самоорганизованные анархии.